# بورشوفيتشي
بورشوفيتشي (بالأوكرانية: Борщовичі)‏، (بالبولندية: Barszczowice)‏ هي قرية في مدينة لفيف في مقاطعة لفيف في أوكرانيا، وهي تنتمي إلى مستوطنة هرومادا نوفي ياريشيف، إحدى المجتمعات الإقليمية في أوكرانيا. ورد ذكرها لأول مرة عام 1442 في وثائق المحكمة لمدينة لفيف القريبة.